# 小行星9447
小行星9447（英語：9447 Julesbordet）是一颗围绕太阳公转的小行星。1997年5月3日，天文学家艾瑞克·怀特·埃尔斯特在拉西拉天文台发现了此天体。
这颗小行星的绝对星等为241.0990917714255等。